# Президентські вибори у США 1868
Президентські вибори в США 1868 року були першими після перемоги юніоністів проти конфедератів в громадянській війні в період Реконструкції. Три колишні конфедератські штати Техас, Міссісіпі та Вірджинія ще не були повернуті в Союз і у виборах не брали участі. Президент Ендрю Джонсон, який зайняв місце вбитого Авраама Лінкольна, був виключно непопулярний і не був висунутий демократами, які номінували Гораціо Сеймура. Республіканська партія висунула героя громадянської війни генерала Улісса Гранта. Завдяки широкій популярності на півночі та наданню виборчого права колишнім темношкірим рабам Грант отримав вагому перемогу.

## Результати

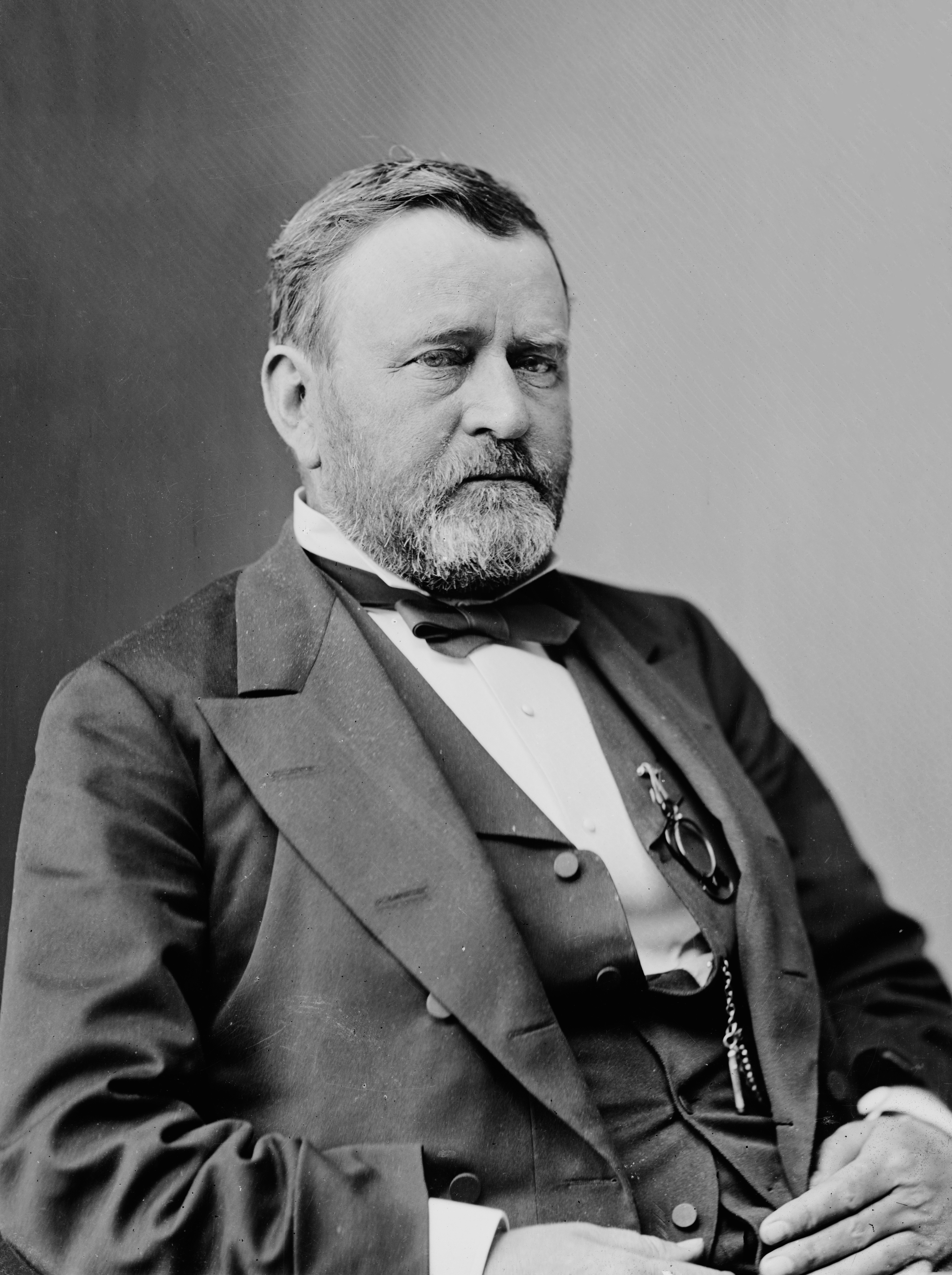
На виборах 1868 року Улісс Грант був обраний вісімнадцятого президентом США.

| Кандидат       | Партія                                    | Виборці   | Виборці | Виборники |
| Кандидат       | Партія                                    | Кількість | %       | Виборники |
| -------------- | ----------------------------------------- | --------- | ------- | --------- |
| Улісс Грант    | Республіканська партія/Національна спілка | 3 013 650 | 52,7 %  | 214       |
| Гораціо Сеймур | Демократична партія                       | 2 708 744 | 47,3 %  | 80        |
| інші           | -                                         | 46        | 0,0 %   | -         |
| Всього         | Всього                                    | 5 722 440 | 100 %   | 294       |